# 許宗力法庭

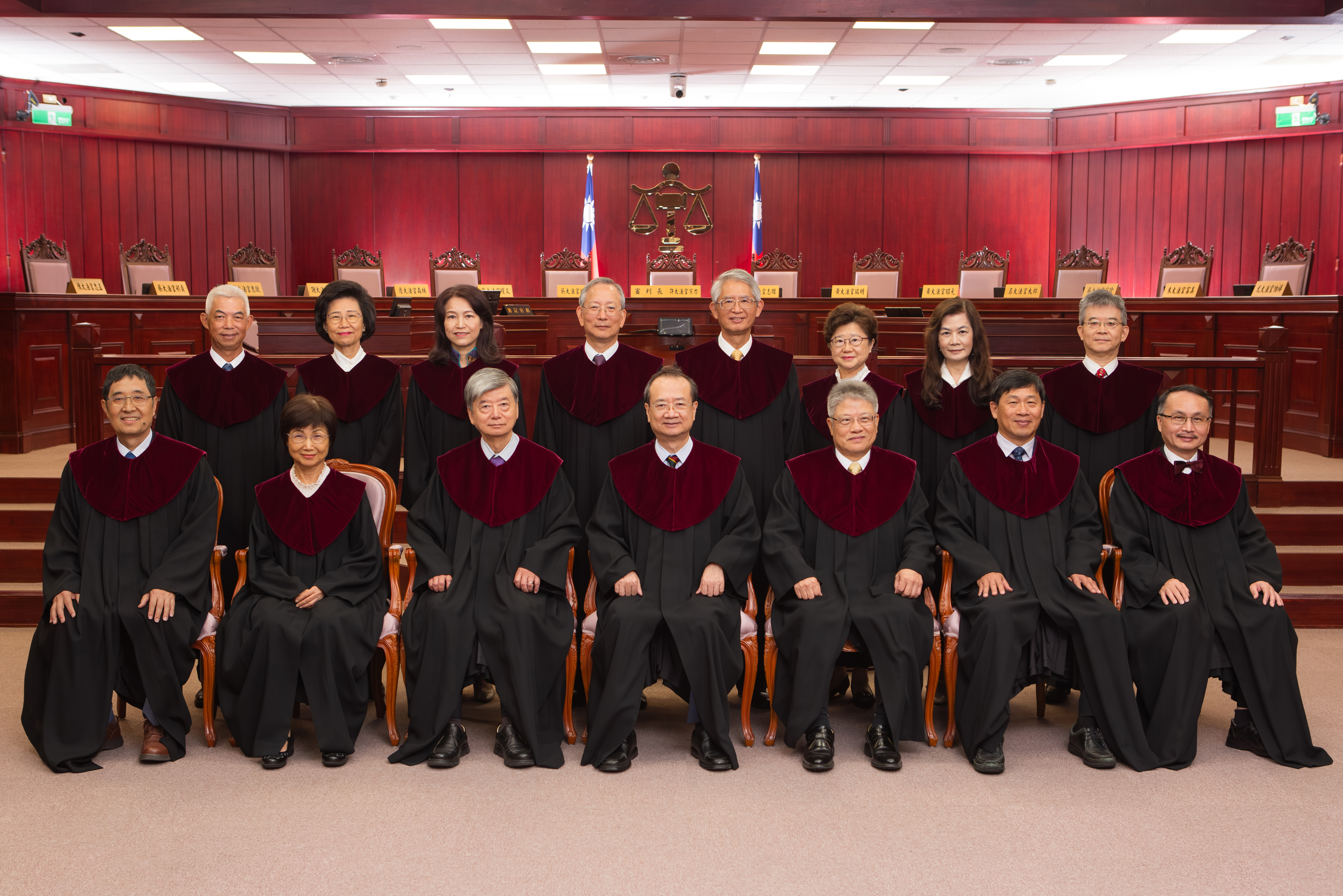
2023年12月的許宗力法庭成員

許宗力法庭，又稱許宗力法院，是指以中華民國在2016年—2024年間，以司法院院長許宗力為首組成的司法院大法官會議及憲法法庭。

## 組織變遷
中華民國的違憲審查，向來由司法院大法官組成「司法院大法官會議」行使，許宗力法庭最初也不例外，但2019年《憲法訴訟法》修正通過、2022年1月4日施行後，大法官就改以「憲法法庭」的形式行使職權。此外，許宗力法庭的成員還有如下變更：
2016年5月民主進步黨籍總統蔡英文就任後，原本由前任總統馬英九提名，兼任司法院正副院長的大法官賴浩敏、蘇永欽辭職，蔡英文乃於同年10月間任命許宗力（並為司法院院長）、蔡烱燉（並為副院長）、許志雄、張瓊文、黃瑞明、詹森林、黃昭元等7人為大法官，與馬英九提名的陳碧玉、黃璽君、羅昌發、湯德宗、黃虹霞、吳陳鐶、蔡明誠、林俊益等8人共同組成總共15人的司法院大法官會議。由於大法官會議以並為院長的許宗力為主席，此時起的大法官會議即被稱為「許宗力法庭」。就各成員出身背景分析，出身學界的最高留學學歷為德國：美國：日本=3：3：1；15人中有4人為女性，超過4分之1，是中華民國歷來最高，在各國憲法法院中也屬相當高的比例。
2019年10月1日，因陳碧玉、黃璽君、羅昌發、湯德宗4人任期屆滿，蔡英文又任命謝銘洋、呂太郎、楊惠欽、蔡宗珍4人擔任大法官，其總任命的大法官數量達到11人，超過三分之二的解釋可決門檻。2023年10月，任期屆滿的黃虹霞、吳陳鐶、蔡明誠、林俊益4人卸任，蔡英文任命蔡彩貞、朱富美、陳忠五、尤伯祥4人，至此，15位司法院大法官全數由蔡英文任命。
許宗力（以及與他同時就任的另外6位大法官）任期於2024年10月31日結束。

## 作成解釋與裁判
許宗力法庭任內作成的第一個解釋是司法院釋字第741號解釋，其後陸續作成釋字第748號解釋（同性婚姻案）、釋字第781—783號解釋（年金改革釋憲案）、釋字第791號解釋（通姦罪釋憲案）、釋字第793號解釋（黨產條例案）、釋字第803號解釋（王光禄釋憲案），也作成最後一件「司法院大法官（會議）解釋」釋字第813號解釋。《憲法訴訟法》2022年1月4日施行後，由當時許宗力法庭15位大法官作出憲法法庭歷史上第一件判決：111年憲判字第1號判決（涉及肇事強制酒測的合憲性）。其後，陸續作成111年憲判字第2號（強制道歉案）、第4號與第17號（都涉及原住民身分的認定）、第6號（萊豬案）、第13號（健保資料庫案）等判決。

## 觀察

### 審理效率
以就任的初始10個月（2016年11月起算）而言，許宗力法庭作成解釋的數量與速度都相當高。在《憲法訴訟法》新制施行的兩年內，行言詞辯論（開庭）的次數達20次，相較起來，審理標的多為抽象審查、且採取書面審理的《大審法》大法官會議時期，1993年至2021年近二十年時間，僅開庭約23次。

### 受理要件解釋不一致
《司法院大法官審理案件法》第5條第1項第1款關於中央或地方機關、同條項第3款關於立法委員聲請大法官解釋的要件，在《大審法》制定後，大法官通常會以「從寬受理」的原則，解釋適用這些規定。許宗力法庭任內起初（例如前瞻條例特別預算的釋憲聲請）採取較嚴格的審查標準歷來見解，嗣後（例如年金改革釋憲案）卻不依循這樣的標準審查受理與否。

### 解釋體裁
在《憲訴法》施行前的《大審法》時期，大法官的憲法解釋職權以針對一般性規範的抽象審查為主，許宗力法庭作成的解釋文則從釋字第744號解釋開始，先列出背景事實、聲請人主張，說明受理解釋的程序依據，如果舉行言詞辯論，還會列出聲請人與關係機關的辯論要旨。在這之後，才接著列出解釋理由書向來的規範意涵闡釋。

### 積極的司法態度
許宗力法庭審理案件所涉及的議題、背景事實，引起社會關注的不在少數，憲法學者石世豪認為「表現出既不避諱爭議問題，也並不怯於公開翻轉既定法律或制度」；湯德宗（同時也是2016年至2019年間，許宗力法庭的成員）則觀察到許宗力法庭「毫不掩飾其意識形態與價值選擇」，「勇於突破、敢於承擔」，同婚案（釋字第748號解釋）、通姦罪案（釋字第791號解釋）就是這種司法積極主義下的代表作

## 註腳
1. ↑  此稱呼見於湯德宗 2021，第2頁，以及：
  - 楊智傑. . 聯合報民意論壇. 2024-06-25  [2024-07-13]. （原始内容存档于2024-06-26） （中文（臺灣））.
  - 蕭奕弘. . 一起讀判決. 2017-09-30  [2024-07-13]. （原始内容存档于2024-07-13） （中文（臺灣））.
2. ↑  此稱呼見於石世豪 2017。
3. 1 2  湯德宗 2021，第2頁.
4. ↑  石世豪 2017，第58頁.
5. ↑  湯德宗 2021，第2-3頁.
6. ↑  湯德宗 2021，第3頁.
7. ↑  石世豪 2017，第60頁; 張文貞 2017，第1346-1347頁.
8. ↑  蘇慧婕 2018，第1697-1701頁; 孫迺翊 2020，第1488頁; 蘇慧婕 2021，第1350頁; 張文貞 2022，第1093、1107-1110頁.
9. ↑  葉俊榮 2023，第1166頁.
10. ↑  葉俊榮 2023，第1174-1179頁.
11. ↑  石世豪 2017，第67-68頁.
12. ↑  李秉芳. . 2024-03-19  [2024-07-13]. （原始内容存档于2024-04-17） （中文（臺灣））.
13. ↑  湯德宗 2021，第38頁.
14. ↑  石世豪 2017，第72-73頁; 蘇慧婕 2018，第1689頁.
15. ↑  石世豪 2017，第68-72頁; 湯德宗 2021，第39-42頁.